# Малецкий, Юрий Иосифович
Юрий Иосифович Малецкий (6 февраля 1952, Куйбышев — 20 февраля 2018, Москва) — русский писатель, эссеист, критик. Дебютировал в 1986 году, с 1996 года жил в основном в Германии, бывая в Москве. Умирая, приехал в Москву, где и ушёл из жизни.

## Биография
Окончил филологический факультет Куйбышевского университета. Жил в Москве. Дебютировал в литературе повестью «На очереди» в парижском журнале «Континент» (1986, под псевдонимом Юрий Лапидус). В течение двух месяцев заведовал отделом прозы в журнале «Новый мир» (1995).
Эмигрировал в Германию (1996); работал экскурсоводом по культурно-историческим маршрутам Европы. Недолгое время был главным редактором журнала «Грани» (1996), впоследствии входил в редколлегию журнала «Зарубежные записки».
Критик В. Сердюченко акцентирует проблематизм эмиграции как жизненного выбора в опыте Юрия Малецкого: «в „Континенте“ появилось горестное откровение Юрия Малецкого („Проза поэта“) о подлинной судьбе русского гуманитария на чужбине. Мои переместившиеся на Запад знакомые прячут, так сказать, своих эмигрантских скелетов в шкафу, но нашелся человек, вывернувший эту горестную правду наружу. Название повести поразительно точно. Это отчет о столкновении прекраснодушных эмигрантских баек с жестокой прозой эмигрантской жизни. К чести автора и его героя в повести нет анафем обманувшему его Западу. Это он вел себя наивным олухом, потерявшим работу, растринькавшим последние семейные сбережения и вздумавшим поправить свои дела за счет мифических литературных заработков на Западе. Читаешь такое и диву даешься: да неужели же возможно такое младенческое простодушие? Возможно — отвечает на это Ю. Малецкий, и продолжает с зубовным скрежетом описывать голгофу российского Кандида на эмигрантском Западе. Но, повторяем, в своих несчастьях герой винит себя сам — и в конце концов добирается до тех именно истин, о которых говорилось в начале: эмиграция — это состояние души. „Пуститься на такую авантюру, как переезд в другую страну /…/, имея более сорока лет за плечами, двадцать лет дисциплине неработанья по 8 часов в сутки, отсутствие какой бы то ни было полезной специальности и способности ей обучиться, семью, которую надо тянуть и тянуть годами, пока хотя бы старший (о младшей страшно и подумать) не станет взрослым самостоятельным человеком, — сделать это из столь пубертатных побуждений, как склонность к самопознанию, может только безумец и притом безумец социально опасный“».
Умер после продолжительной болезни 20 февраля 2018 года в Москве. Отпевание прошло в церкви Воскресения Словущего на Успенском вражке. Похоронен на Перепечинском кладбище Москвы (участок 53).

## Творчество

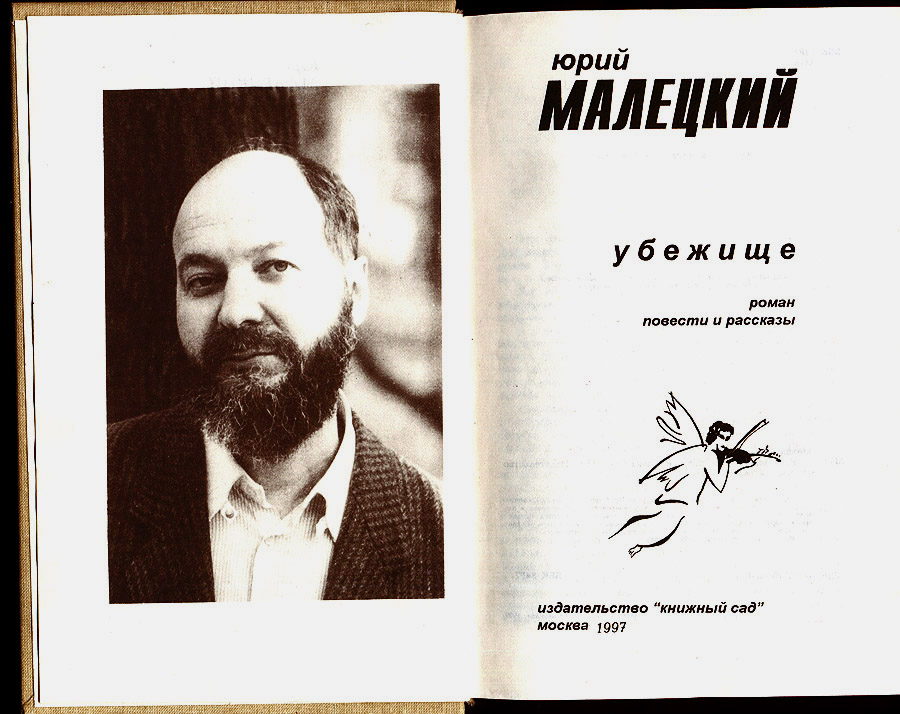

Первая публикация Малецкого — повесть «На очереди» в парижском «Континенте» (1986, под псевдонимом Ю. Лапидус). В России начал публиковаться в момент распада советской матрицы в журналах «Знамя», «Дружба народов» и в особенности часто в московском «Континенте». Первая книга, «Убежище», вышла в 1997 году в издательстве «Книжный сад» (Москва), вторая, «Привет из Калифорнии», — в «Вагриусе» (2001, Москва). Наиболее активный период его творчества пришелся на конец 1990-х годов и на первое десятилетие нового века. Публиковался как прозаик, критик, эссеист. Полемизировал с религиозно-философской концепцией Людмилы Улицкой, предложенной ею в романе «Даниэль Штайн, переводчик».
Публиковал эссе и статьи в парижской газете "Русская мысль".
Последняя книга Малецкого, «Улыбнись навсегда», вышла незадолго до его смерти в петербургском издательстве «Алетейя» (2017). В значительной части она представляет собой авторскую исповедь.
Романы «Любью» и «Конец иглы» входили в шорт-лист премии «Русский Букер» (1997, 2007). Отмечен премией журнала «Золотой век» (1995).

## Критика

### МНЕНИЕ ПИСАТЕЛЯ ЮРИЯ КУВАЛДИНА
Очень глубокий, я бы даже сказал, философский писатель Юрий Малецкий где-то уже давно приютился в Германии. И глаза его сумасшедшие постоянно разыскивают Юрия Кувалдина. Главное, клевать по буковке каждый день. Книга, кирпич, как раньше говорили, писателя Юрия Иосифовича Малецкого "Убежище" в руках у писателя Юрия Кувалдина. Я и сам ныне поражаюсь, неужели её издал я?! Неужели я выпустил уже более 200 номеров журнала без единого пропуска, каждый месяц со дня основания, один?! И книг наиздавал сотни на миллионы экземпляров?! И написал десять томов художественных произведений?! Как сказал поэт Вадим Перельмутер: "Кто из круга сделал квадрат - тот будет Сигизмундом Кржижановским!" И книга писателя Юрия Малецкого среди них. Юрий Малецкий такой был шаткий, такой неуверенный, на меня смотрел с дрожью, с боязнью, как на генерала. Оно и так, я строг, очень строг, люблю муштру, плац, строевую подготовку. Книга Юрия Малецкого очень плотная, крепкая, великолепно написанная, гениально изданная, еще гениальнее оформленная Лидером Третьего Русского Авангарда художником Александром Трифоновым. С авторскими комментариями в конце, в которых Юрий Малецкий пишет: "Идея включить в книгу авторские комментарии принадлежат издателю Ю.Кувалдину".

### Критики
По мнению критика Евгения Ермолина,

Юрий Малецкий — лидер современной русской прозы религиозного горизонта. И лишь глобальные деформации актуальной литературной карты мешают многим это принять и осознать.
"Бесконечно рефлексивный, интеллигентски раздвоенный, по видимости, метущийся и колеблющийся современный русский прозаик Юрий Малецкий на редкость последовательно и целеустремленно выращивает вечное из бытового и повседневного. Юрий Малецкий-автор апеллирует к ортодоксальным смыслам и обновляет настоящий, строгий и темный огонь веры, сопряженной с грехом, избывающей остро пережитый грех. В его постепенно сложившейся лирико-драматической трилогии «Любью», «Физиология духа» и «Конец иглы» мы имеем концентрат неповседневного опыта, оригинальное свидетельство о современном человеке, реализацию смысложизненной коллизии в традиции Достоевского и Толстого. В прозе Малецкого представлены опыты о современном человеке с его верой и его безверием, на границе бытия и смерти, в напряженном диалоге с Богом и с другим человеком, с нерешенной проблемой одиночества, с надрывно-упорным поиском любви как неизбежно-мучительного средоточия существования - и с опытом неудачи как центральным опытом человеческой жизни в этом падшем мире".
В предисловии к последней книге Малецкого критик Ирина Роднянская отмечала, что роман «Улыбнись навсегда» - это "личный опыт острейшего пограничного состояния, переживаемого человеком в чужой стране и в больничном одиночестве, однако обобщенный до опыта всечеловеческого (о чем говорит первоначальное название этого текста «Однажды… везде… любой»). Мы входим в поток казалось бы, трудного интеллектуального чтения, где, «на роковой очереди» (Ф. Тютчев о позднем возрасте), осмысляются «последние» вопросы жизни и смерти, веры и неверия, близости к Богу и  отдаления от Него, - подсвечиваемые новеллистическими флешбэками, отсылающими к прошлому  героя, и богатейшей «упоминательной клавиатурой» из сфер словесности живописи, архитектуры, истории.  А между тем это легкое, даже радостное чтение, которое переливается всеми оттенками комизма – от высокого юмора вплоть до анекдота и балагурства. Можно сказать, что перед нами трагикомическая эпопея личной и всеобщей человеческой судьбы на ее пределе". Критик следующим образом характеризовала "неоконченную повесть" «Конец иглы»: "В ней продемонстрировано искусство столь склонного к автобиографизму и  автопсихологизму писателя  вжиться   в совершенно иноприродную ему по всем признакам душу – в психику старухи на девятом десятке очень по-советски неверующей  во что бы то ни было  «божественное», безоружной перед  конечным явлением Смерти; повесть названа «неоконченной» в знак веры автора в посмертие, предстоящее и этой  страждущей от перспективы небытия человеческой душе".

## Публикации
- На очереди // «Континент», 1986, № 47—48 (под псевдонимом Ю. Лапидус)
- Огоньки на той стороне: Повесть // Знамя, 1990, № 12
- Ониксовая чаша // «Дружба народов», 1994, № 2
- Убежище// «Континент», № 81, 1994
- Любью // «Континент», № 88, 1996
- Убежище: Роман, повести и рассказы. М.: Книжный сад, 1997
- Автоапология автора, или Критика критической критики // «Континент», 1997, № 93
- Проза поэта // «Континент», 1999, № 99
- Привет из Калифорнии: Роман, повести, рассказ. М.: Вагриус, 2001
- Копченое пиво. Рассказ // «Вестник Европы», 2001, № 3
- Физиология духа. Роман в письмах // «Континент», 2002, № 113
- Группенфюрер // «Зарубежные записки», 2005, № 3
- Конец иглы // «Зарубежные записки», 2006, № 7
- Роман Улицкой как зеркало русской интеллигенции // «Новый мир» 2007, № 5
- Шестнадцать тонн центона // «Зарубежные записки», 2007, № 9
- Случай Штайна: любительский опыт богословского расследования . Роман о романе // «Континент», 2007, № 133
- Случай Дорошенко: опыт покаянного ответа ученому собрату // «Континент», 2007, № 134
- Памяти трёх товарищей Эриха Марии Ремарка // «Зарубежные записки», 2008, № 13
- На линии огня, или Прогулки в Садах российской словесности // «Континент», 2008, № 136
- Рыцарь верующего неверия, или прогулки в садах российской словесности-2: Лурье // «Зарубежные записки», 2009, № 20
- Новые варвары, или Прогулки в садах российской словесности −3 // «Континент», 2010, № 146
- Поэзия Рождества // «Воскресный день», 2012, 5 января. — http://vsdn.ru/authorcolumn/?a=comment&c=239&replyto=
- Как я побывал в Мадриде. Вступление Ирины Роднянской // «Знамя», 2015, № 12
- Улыбнись навсегда. СПб., Алетейя, 2017.

## Критика
- Злобина А. Новый мир. - 1994. № 10 — о повести «Ониксовая чаша»
- Гачев Г. «Что мы читаем» // Огонёк. - № 41, 13 окт. 1997 — о повести «Любью»
- Кублановский Ю. «Любью» — повесть, полная смысла // Новый мир, № 2, 1997
- Касаткина Т. В поисках утраченной реальности // Новый мир. 1997. № 3 — о повести «Любью»
- Касаткина Т. «Таккайя боль» // Новая Европа. - 1997. № 10 — о «Любью»
- Ермолин Е. Словесные строители Храма // Церковно-общественный вестник. Спец. приложение к «Русской мысли», 1997, № 13, 10 апреля — о прозе Малецкого и И. Друцэ
- Ермолин Е. Антикритика. Ответ Юрию Малецкому // Континент. - 1998. № 95
- Немзер А. Хочется, перехочется, перетерпится… В его книге «Литературное сегодня. Проза. 90-е годы», М.: Новое литературное обозрение, 1998 — о повести «Ониксовая чаша»
- Ремизова М. Большой пасьянс 97-го года. Взгляд на литературу через призму Букеровского жюри // Континент. № 95 (1998) — о повести «Любью»
- Березин В. Все нормально // Октябрь. - 1999. № 12. — о романе «Проза поэта»
- Сердюченко В. Мизантропические заметки // Нева. - 1999. № 8 — о повести «Любью»
- Гаврилов А. Плюс к нам перфект // Новый мир. - 2000. № 1 — о романе «Прозе поэта»
- Ермолин Е. Где ваша улыбка? // Новый мир. 2003. № 8 — о романе «Физиология духа»
- Вяльцев А. Физиология любви // Дружба народов. - 2003. № 4 — о романе «Физиология духа»
- Роднянская И. В сухом остатке // Новый мир. - 2007. № 5 — о Малецком-критике Улицкой
- Казарина Т. Казус Малецкого // Дружба народов. — 2007. — № 8. — Рец. на: Малецкий Ю. Конец иглы
- Ермолин Е. Взыскание погибших / / Новый мир. - 2007. № 9 — о романе «Конец иглы».
- Ермолин Е. Убитое время. Живые лица // Континент. - 2007. № 134.
- Шишкова-Шипунова С. Возвращение «батюшек»: героями современной прозы все чаще становятся священнослужители // Знамя. - 2008. № 2 — о Малецком как критике Улицкой
- Ермолин Е.А. Проза духовного опыта как актуальный творческий эксперимент: Трилогия Юрия Малецкого // Верхневолжский филологический вестник. - 2015. - №3.
- Ермолин Е. Чудеса бывают // Новый мир. 2018. № 1. — о книге: Юрий Малецкий. Улыбнись навсегда. Роман и повести. СПб., «Алетейя», 2017
- Гаузер И.В. Паломничество в «страну святых чудес» как актуальный мотив русской культуры (испанская тема в романе Ю.И. Малецкого «Улыбнись навсегда») // Человек. Культура. Образование (Сыктывкар). 2020. №1. С. 33-49.